# Казанка (Костанайская область)
Казанка (каз. Қазан) — упразднённое село в Узункольском районе Костанайской области Казахстана. В 2019 году было включено в состав села Сатай. Входило в состав Суворовского сельского округа. Код КАТО — 396657200.

## Население
В 1999 году население села составляло 139 человек (65 мужчин и 74 женщины). По данным переписи 2009 года, в селе проживало 70 человек (35 мужчин и 35 женщин).